# Jochen Baldes
Jochen Baldes (* 30. Oktober 1964 in Zürich) ist ein deutscher Musiker des Creative Jazz (Tenorsaxophon, Sopransaxophon, auch Klarinette, Bassklarinette und Flöte, Komposition).

## Leben und Wirken
Baldes war zunächst als Kunstmaler und Bildhauer tätig, bevor er mit 24 Jahren sein Studium an der Swiss Jazz School in Bern bei Andy Scherrer, Joe Haider und Bert Joris absolvierte. Er arbeitete mit Ohrewürm 3, Sandy Patton, Jean et les Peugeot, Andy Brugger's Diet Bang, dem Martin Streule Jazz Orchestra dem Adrian Frey Septett, dem Zurich Jazz Orchestra sowie dem Lucerne Jazz Orchestra und vielen anderen Jazzmusikern und Formationen der Schweizer Szene. Seit 1997 besteht seine eigene Gruppe Subnoder, 2009 gründete er mit dem deutschen Lyriker Nicolai Kobus die Jazz/Lyrik-Band Kobal. Mit der Sängerin und Electric Soundscaperin Johanna Jellici gründete er die beiden Bands Jellici Baldes Soundfields und Jellici Baldes Spacetracker, mit denen die beiden ausgedehnte Touren durch Europa und auch nach Russland unternahmen und auch CD-Aufnahmen machten.
Er absolvierte Tourneen in Russland, Kuba, Südafrika, Schweiz, Österreich, Frankreich, Holland, Italien und Deutschland und trat beim Montreux Jazz Festival und dem Jazz Festival Willisau auf. Für den Spielfilm Taxigeflüstger von Giorgio Wolfensberger schrieb er die Musik; für Schweizer Radio DRS vertonte er mehrere Hörspiele.

## Diskographie
- Swiss Big Band Eruption (Morsthich Music Productions, 1992)
- Jean et les Peugeot: Gran Turismo (HEAR WEGO, 1998)
- Jochen Baldes Quartet: Niniland (Brambus Records 1999)
- Jochen Baldes Subnoder osmotic jazz (yvp music 2003)
- Adrian Frey Septett: seven songs (Altrisuoni 2004)
- Jochen Baldes Subnoder: The Moholo Songs (jazzthing 2006)
- Martin Streule Orchestra: Fire (Unit Records 2009)
- Jochen Baldes Kobal: Ach Anna (Double Moon Records 2009)
- Jochen Baldes Subnoder: Here (Double Moon Records 2013, mit Franz Hellmüller, Thomas Bauser, Raffaele Bossard, Michael Stulz)
- Jellici / Baldes' Soundfields: Invisible Door (Musiques Suisses 2016, mit Johanna Jellici, Francesco Diomaiuta, André Buser, Tobias Hunziker)